# وجهات النظر حول البرنامج النووي الإيراني
تختلف وجهات النظر حول البرنامج النووي الإيراني اختلافًا كبيرًا، فالبرنامج النووي الإيراني يمثل قضية جيوسياسية مثيرة للجدل للغاية. يحدد أوريل أبولوف خمسة أسباب منطقية محتملة وراء سياسة إيران النووية: (1) الاقتصاد، واحتياجات الطاقة بشكل أساسي؛ (2) سياسات الهوية والفخر والهيبة؛ (3) ردع التدخل الأجنبي؛ (4) القدرة على تعزيز النفوذ الإقليمي؛ (5) السياسة الداخلية، والتي تعمل على التخفيف من أزمة الشرعية الداخلية التي يواجهها النظام من خلال «التحويل النووي». فيما يلي اعتبارات حول البرنامج النووي الإيراني من وجهات نظر مختلفة.

## وجهة النظر الإيرانية
من خلال اتخاذ الموقف الذي عبر عنه شاه إيران قبل عقود من الزمن في عام 1968، يشعر الإيرانيون بأن النفط الثمين الذي تمتلكه البلاد يجب أن يستخدم في إنتاج منتجات عالية القيمة، وليس في توليد الكهرباء ببساطة. كان الشاه قد قال في وقت سابق: «إن النفط مادة نبيلة، وقيمة للغاية بحيث لا يمكن حرقها... نحن نتصور إنتاج 23 ألف ميغاوات من الكهرباء في أقرب وقت ممكن باستخدام المحطات النووية». بافتراض أن معدلات الضخ ظلت ثابتة، فقد قُدر في عام 2008 أن إيران لديها ما يكفي من النفط فقط «لمدة 75 سنة أخرى أو نحو ذلك». تواجه إيران أيضًا قيودًا مالية، وتزعم أن تطوير الطاقة الفائضة في صناعتها النفطية سيكلفها 40 مليار دولار، بغض النظر عن تكلفة بناء محطات الطاقة. وافق روجر ستيرن من جامعة جونز هوبكينز جزئيًا مع هذا الرأي، حيث توقع في عام 2006 أنه بسبب «دعم الطاقة، والعداء للاستثمار الأجنبي وعدم كفاءة الاقتصاد [الإيراني] الذي تخطط له الدولة»، فمن الممكن ان تختفي صادرات النفط الإيرانية بحلول عام 2014-2015، على الرغم من إشارته إلى أن هذه النتيجة «ليس لها علاقة بذروة النفط». في وقت سابق، توصلت إدارة جيرالد فورد إلى تقييم مماثل، وأكدت الدراسات المستقلة التي أجرتها لجنة الشؤون الخارجية المختارة في مجلس النواب البريطاني والأكاديمية الوطنية الأمريكية للعلوم سابقًا أن إيران لديها أساس اقتصادي صالح لبرنامج الطاقة النووية.

يعتقد الإيرانيون أن المخاوف بشأن انتشار الأسلحة النووية مجرد ذرائع، وأن أي تعليق للتخصيب يهدف ببساطة إلى حرمان إيران من حقها في الحصول على تكنولوجيا نووية مستقلة:
لقد عُلق البرنامج لمدة عامين، وكانت المفاوضات متقطعة لمدة ثلاث سنوات. إن اتهام إيران بأن لديها «نية» الحصول على أسلحة نووية، استخدِم منذ أوائل الثمانينات من القرن العشرين أداة لحرمان إيران من أي تكنولوجيا نووية، حتى مفاعل الماء الخفيف أو وقود مفاعل الأبحاث الذي بنته الولايات المتحدة... لم تكلف الولايات المتحدة ودول الاتحاد الأوروبي حتى عناء دراسة مختلف المقترحات الإيرانية: لقد كانوا -منذ البداية- عازمين على إساءة استخدام هذا المجلس والتهديد بالإحالة والعقوبات كأداة للضغط لإجبار إيران على التخلي عن ممارسة حقها المكفول بموجب معاهدة عدم الانتشار في التكنولوجيا النووية السلمية....
تقول إيران إن حقها المشروع في التكنولوجيا النووية السلمية كان موضوع «حملة الإنكار والعرقلة والتدخل والمعلومات المضللة الأكثر شمولًا وتكثيفًا» وأن المجتمع الدولي تعرض «لمعلومات متحيزة ومسيسة ومبالغ فيها» بشأن البرنامج والأنشطة النووية الإيرانية. بعد الثورة الإيرانية عام 1979، أبلغت إيران الوكالة الدولية للطاقة الذرية بخططها لاستئناف برنامجها النووي باستخدام الوقود النووي المصنوع محليًا، وفي عام 1983 خططت الوكالة الدولية للطاقة الذرية لتقديم المساعدة في تحويل اليورانيوم (وليس التخصيب) إلى إيران في إطار برنامجها للمساعدة الفنية، حتى أنهي البرنامج تحت ضغط الولايات المتحدة. ذكر تقرير للوكالة الدولية للطاقة الذرية في ذلك الوقت بوضوح أن الهدف هو «المساهمة في تكوين الخبرة المحلية والقوى العاملة اللازمة لدعم برنامج طموح في مجال تكنولوجيا مفاعلات الطاقة النووية وتكنولوجيا دورة الوقود». نوقش برنامج التخصيب الإيراني علنًا في الإذاعة الوطنية في أوائل الثمانينيات من القرن العشرين، ودُعي مفتشو الوكالة الدولية للطاقة الذرية لزيارة مناجم اليورانيوم الإيرانية في عام 1992.
أعلنت إيران عن خططها في عام 1995 لبناء محطة لتحويل سداسي فلوريد اليورانيوم في المركز التقني النووي في أصفهان، بمساعدة صينية. خلال زيارة الوكالة الدولية للطاقة الذرية إلى أصفهان في نوفمبر 1996، أبلغت إيران إدارة الضمانات التابعة للوكالة الدولية للطاقة الذرية أنها تخطط لبناء مصنع لتحويل سداسي فلوريد اليورانيوم في مركز التكنولوجيا النووية. وكان من المقرر افتتاح مصنع سداسي فلوريد اليورانيوم بعد عام 2000، لكن الصين تخلت عن المشروع تحت ضغط من الولايات المتحدة في أكتوبر 1997. أبلغ الإيرانيون الوكالة الدولية للطاقة الذرية أنهم مستمرون في المشروع رغم ذلك. في عام 2000، أكمل الإيرانيون مشروع تحويل اليورانيوم، باستخدام المخططات التي قدمتها لهم الصين، وأعلنوا عن المنشأة للوكالة الدولية للطاقة الذرية. خُطط للمنشأة بهدف توفير ثاني أكسيد اليورانيوم كوقود لمفاعل أراك للماء الثقيل، وهو مفاعل الماء الثقيل بقدرة 40 ميغاوات قيد الإنشاء في آراك ولتلبية احتياجات سداسي فلوريد اليورانيوم لمنشأة التخصيب في نطنز.
تقول إيران إنها كشفت عن معلومات حول برامجها «في جميع الحالات تقريبًا، ولم تكن ملزمة بالكشف عنها بأي حال من الأحوال وفقًا لالتزاماتها بموجب اتفاق الضمانات مع الوكالة الدولية للطاقة الذرية». وتقول إيران إن إجراءاتها الطوعية لبناء الثقة «لم يقابلها سوى الوعود الكاذبة والطلبات الموسعة» وأن الاتحاد الأوروبي «أراد ببساطة مفاوضات مطولة وغير مثمرة» لمنع إيران من ممارسة حقها المشروع في التكنولوجيا النووية السلمية.
تقول إيران إنها اقترحت على دول الاتحاد الاوروبي أن تطلب من الوكالة الدولية للطاقة الذرية تطوير طرائق مراقبة لبرنامج التخصيب الإيراني كضمانات موضوعية لضمان بقاء البرنامج النووي الإيراني للأغراض السلمية حصريًا، وقدمت مجموعتها الخاصة من الطرائق الغربية المقترحة للوكالة.
ومع ذلك، تقول إيران إنها لن تعلق عمليات التخصيب «لأنها بذلك تُحرم من حقها الشرعي في العمل على دورة الوقود النووي، بهدف إنتاج الوقود اللازم لمفاعلاتها البحثية ومحطات الطاقة النووية».

يقول الدكتور ويليام أو. بيمان، أستاذ برنامج دراسات الشرق الأوسط بجامعة براون، والذي أمضى سنوات في إيران، إن القضية النووية الإيرانية هي نقطة موحدة في نقاشهم السياسي:
الجانب الإيراني من الخطاب هو أنهم يريدون أن يُعرفوا ويُنظر إليهم على أنهم دولة حديثة ونامية ذات قاعدة صناعية حديثة ومتطورة. لقد شمل تاريخ العلاقات بين إيران والغرب على مدى المئة عام الماضية قيام إيران بتطوير أنواع مختلفة من التقدم الصناعي والتكنولوجي لتثبت لنفسها -وللعالم- أنها في الواقع من هذا النوع من البلدان.
يوافق ستيفن ماكغلينشي على ذلك، مشيرًا إلى أن جمهورية إيران الإسلامية «تدين بوجودها لهويتها كرد فعل على أسلوب الحياة الغربي وممارسة الأعمال التجارية. إن التوصل إلى مصالحة مع المجتمع الدولي، بقيادة الإصرار الأمريكي على أن إيران يجب ألا تتقن الدورة النووية بالكامل، هو في جوهره تفكيك أسس النظام وفخره».
تعتقد إيران أيضًا أن لديها حقًا قانونيًا في تخصيب اليورانيوم للأغراض السلمية بموجب معاهدة الحد من انتشار الأسلحة النووية، ولكن الولايات المتحدة الأمريكية والاتحاد الأوروبي أصرتا على فقدانها هذا الحق عام 2005 بعد عملها بسرية على برنامج نووي ظهر للضوء عام 2002. 
يقارن الساسة الإيرانيون معاملتهم كدولة موقعة على معاهدة حظر الانتشار النووي مع ثلاث دول مسلحة نوويًا لم توقع على المعاهدة: إسرائيل والهند وباكستان. لقد نجحت الهند وباكستان في تطوير قدراتهما في تصنيع الأسلحة النووية محليًا، ومن المشكوك فيه على نطاق واسع أن إسرائيل تمتلك هذه القدرة أيضًا: إسرائيل بحلول عام 1966، والهند بحلول عام 1974، وباكستان بحلول عام 1990.